# Ахмад Махір-паша
Ахмад Махір-паша (араб. أحمد ماهر باشا; 1888 — 24 лютого 1945) — єгипетський політичний діяч, прем'єр-міністр Єгипту з жовтня 1944 до лютого 1945 року.
Був убитий у парламенті 28-річним Махмудом Елессаві, який був членом організації «Брати-мусульмани».